# Як приборкати дракона (фільм, 2025)
«Як приборкати дракона» (англ. How to Train Your Dragon) — американський пригодницький фентезійний фільм 2025 року, ігрова адаптація та ремейк однойменного анімаційного фільму DreamWorks Animation 2010 року, який, своєю чергою, заснований на однойменній книзі Крессиди Ковелл. У фільмі зіграли Мейсон Темз, Ніко Паркер, Нік Фрост, Джуліан Деннісон, Габріель Хауелл, Бронвін Джеймс, Гаррі Тревальдвін і Рут Кодд, а Джерард Батлер повторив свою роль Стоїка з анімаційних фільмів.

## Синопсис
На суворому острові Туп, де вікінги та дракони століттями були заклятими ворогами, живе юний Гикавка — кмітливий, але недооцінений син вождя Стоїка Могутнього. Всупереч багатовіковим традиціям, він наважується подружитися з Беззубиком — грізним драконом породи Нічна Фурія. Їхній несподіваний союз відкриває справжню природу драконів, ставлячи під сумнів основи суспільства вікінгів.

## Акторський склад
| Актор             | Роль     |
| ----------------- | -------- |
| Мейсон Темз       | Гикавка  |
| Ніко Паркер       | Астрід   |
| Джерард Батлер    | Стоїк    |
| Нік Фрост         | Патяк    |
| Джуліан Деннісон  | Рибоніг  |
| Габріель Хауелл   | Шмаркляк |
| Бронвін Джеймс    | Твердюх  |
| Гаррі Тревальдвін | Впертюх  |
| Рут Кодд          | Флегма   |

## Український дубляж
Студія: LeDoyen Studio
Режисер дубляжу: Костянтин Лінартович
Перекладач: Федір Сидорук і Павло Голов
Звукорежисер — Михайло Угрин
Ролі дублювали: Андрій Соболєв, Єлизавета Зіновенко, Михайло Жонін, Володимир Терещук, Олександр Юрін, Кирило Сузанський, Аліса Гур'єва, Володимир Гурін, Анна Бащева, Андрій Мостренко, Костянтин Лінартович, Петро Сова, Анастасія Чумаченко, Дмитро Рибалевський, Аліна Проценко, Едуард Кіхтенко, Роман Молодій, Юрій Кухаренко, Юлія Воскобойнік[джерело?]

## Виробництво

### Розробка
У лютому 2023 року повідомлялося, що студія Universal Pictures розробляє кіноадаптацію з живими акторами фільму DreamWorks Animation 2010 року «Як приборкати дракона», режисером, сценаристом і продюсером фільму виступить Дін ДеБлуа, а Марк Платт та Адам Сігел стануть співпродюсерами стрічки. Того ж місяця Джон Пауелл заявив, що має намір написати музику до фільму. Він також написав музику до оригінального фільму та його сиквелів.

### Кастинг
У травні 2023 року було оголошено, що Мейсон Темз і Ніко Паркер були обрані на головні ролі Гикавки та Астрід відповідно. У січні 2024 року Джерард Батлер отримав роль Стоїка, яку він озвучував у анімаційних фільмах, пізніше того ж місяця до акторського складу приєдналися Нік Фрост, Джуліан Деннісон, Габріель Хауелл, Бронвін Джеймс і Гаррі Тревалдвін. У березні Рут Кодд доєдналася до акторського складу.

### Зйомки
Початок основних зйомок було заплановано на липень 2023 року в Белфасті, Північна Ірландія, але їх відклали через страйк SAG-AFTRA. Після завершення страйку кінопроби були призначені на грудень 2023 року, а виробництво планувалося розпочати в середині-кінці січня 2024 року. Зйомки почалися 15 січня 2024 року і завершилися 16 травня. Оператором виступив Білл Поуп. Зйомки проходили з інтенсивним використанням практичних декорацій.

### Візуальні ефекти
Framestore створить візуальні ефекти фільму, а Крістіан Манц виступить у ролі виробництва VFX-супервайзера.

## Випуск
Світова прем'єра відбулася 2 квітня 2025 року на фестивалі CinemaCon у Колізеї в Палаці Цезаря в Лас-Вегасі.
Студія Universal Pictures планує випустити фільм у широкий прокат 13 червня 2025 року. Раніше прем'єра була призначена на 14 березня 2025 року, але була відкладена через SAG-AFTRA 2023 року.

## Запланований сиквел
2 квітня 2025 року на фестивалі CinemaCon компанія Universal Pictures оголосила, що в розробці перебуває повнометражний ремейк другого фільму оригінальної анімаційної трилогії «Як приборкати дракона 2» (2014). Його реліз заплановано на 11 червня 2027 року.